# 夢をかなえよう
「夢をかなえよう」（ゆめをかなえよう）は、2006年2月～3月に、NHKの音楽番組『みんなのうた』で放送された楽曲。作詞・作曲：こんのひとみ、編曲：西脇辰弥、歌：こんのひとみ。